# Jeremy Irons
Jeremy Irons, angleški filmski in gledališki igralec, * 19. september 1948, Cowes, Isle of Wight, Anglija.
Irons je najbolj poznan po svojih vlogah v filmih, kot so Brideshead Revisited (1981), The Mission (1986), Dead Ringers (1988), Reversal of Fortune (1990), The House of the Spirits (1993), Die Hard with a Vengeance (1995), Lolita (1997) in The Merchant of Venice (2004).
Prejel je oskarja, leta 1991 za najboljšo moško vlogo v filmu Reversal of Fortune.

## Najpomembnejši filmi
- 1981 (Brideshead Revisited) - TV serija
- 1981 (The French Lieutenant's Woman)
- 1986 (The Mission)
- 1988 (Dead Ringers)
- 1990 (Reversal of Fortune)
- 1993 (The House of the Spirits)
- 1995 (Die Hard with a Vengeance)
- 1996 (Stealing Beauty)
- 1997 (Chinese Box)
- 1997 Lolita (Lolita)
- 1998 (The Man in the Iron Mask)
- 2003 (And Now... Ladies and Gentlemen)
- 2004 (The Merchant of Venice)
- 2004 (Being Julia)
- 2005 (Kingdom of Heaven)